# Карабулак (Алгинский район)
Карабулак (каз. Қарабұлақ) — село в Алгинском районе Актюбинской области Казахстана. Административный центр Карабулакского сельского округа. Код КАТО — 153243100.

## Население
| Численность населения | Численность населения | Численность населения | Численность населения |
| 1989                  | 1999                  | 2009                  | 2021                  |
| --------------------- | --------------------- | --------------------- | --------------------- |
| 991                   | ↘914                  | ↘530                  | ↘452                  |

В 1989 году население села составляло 991 человек. Национальный состав: казахи. В 1999 году население села составляло 914 человек (462 мужчины и 452 женщины). По данным переписи 2009 года в селе проживало 530 человек (259 мужчин и 271 женщина). По данным переписи 2021 года, в селе проживало 452 человек (238 мужчин и 214 женщин).